# Augusto Damineli
Augusto Damineli Neto (Ibiporã, 17 de outubro de 1947) é um astrônomo e astrofísico brasileiro reconhecido internacionalmente por suas observações da periodicidade de alteração de brilho da estrela dupla Eta Carinae, é professor do Instituto de Astronomia, Geofísica e Ciências Atmosféricas da Universidade de São Paulo (IAG-USP).

## Biografia
Estudou a estrela eta Carinae desde 1989, e previu que ela sofreria o próximo "apagão" entre junho e julho de 2003. Sua previsões se confirmaram.

## Publicações
- 49 papers em revistas de referência - 1422 citations - H=21
- 55 papers em anais de congressos
- 3 livros:
  - eta Carinae at the Millennium (1999)- ASP Conf. Series 179 - Eds. J. Morse, R. Humphreys & A. Damineli
  - eta Carinae in the context of the most massive stars (2009) - Eds. T. Gull & A. Damineli
  - Hubble: a expansão do Universo (2003)
- 4 capítulos em livros
- orientador: 4 PhD, 4 M. Sc.